# Diethylmalonsäurediethylester
Diethylmalonsäurediethylester ist ein Derivat der Malonsäure. Es gehört zur Stoffklasse der Ester.

## Gewinnung und Darstellung
Diethylmalonsäurediethylester wird aus Malonsäurediethylester und Ethylbromid durch die sogenannte Malonestersynthese hergestellt. Dabei werden pro mol Malonsäurediethylester zwei Mol Ethylbromid eingesetzt. Als Base dient Natriumethanolat.

## Verwendung
Es ist eine Vorstufe bei der Herstellung von Barbital, einem Schlafmittel der Gruppe der Barbiturate. Dazu wird Diethylmalonsäurediethylester mit Harnstoff zu Barbital kondensiert. Als Base wird auch hier Natriumethanolat verwendet.